# Liercourt

Liercourt este o comună în departamentul Somme, Franța. În 1 ianuarie 2022 avea o populație de 332 de locuitori.